# Доляни (Гърция)
Вижте пояснителната страница за други значения на Доляни.
Доляни (на гръцки: Δολιανή, от 1955 до 1984 година Νέο Αμαρούσι, Нео Амаруси, катаревуса Νέον Αμαρούσιον, Неон Амарусион) е село в Северозападна Гърция, дем Загори, област Епир. Според преброяването от 2001 година населението му е 86 души.